# Максутов, Александр Петрович
Алекса́ндр Петро́вич Максу́тов  (1830—1854) — офицер Российского императорского флота, князь, лейтенант, участник обороны Петропавловска, командир 5-орудийной батареи № 3 («Смертельная батарея»). Умер от ран, полученных в бою, награждён орденом Святого Георгия IV степени (посмертно). Почётный гражданин города Петропавловска-Камчатского, его именем названа улица в этом же городе и поставлен памятник.

## Биография
Александр Петрович Максутов происходил из древнего княжеского рода Максутовых. Родился 30 января (11 февраля) 1830 года в Перми в многодетной семье (10 детей) первого управляющего Пермской удельной конторы коллежского асессора князя Петра Ивановича Максутова (1785—1852) и его жены Анны Ильиничны (1796—1847, дочери первого ректора Императорского Казанского университета И. Ф. Яковкина).

### Ранние годы
В 1843 году Александр вместе с младшим братом Дмитрием поступил в Морской кадетский корпус, где уже учился их старший брат Павел (Максутов 1-й). 19 (31) августа 1847 года Александр был произведён из кадетов в гардемарины. 1 (13) июня 1849 года, по окончании Морского кадетского корпуса, произведён в мичманы и оставлен в офицерском классе. В 1850—1852 годах проходил корабельную практику на линейных кораблях «Гангут», «Ретвизан», «Бородино», фрегате «Церера» и шхуне «Дождь» в Балтийском море. 13 (25) августа 1852 года окончил первым курс наук в выпуске из офицерского класса с производством в лейтенанты и с занесением имени на мраморную доску Морского корпуса.
В 1853—1854 годах на фрегате «Аврора» под командованием капитан-лейтенанта Ивана Николаевича Изыльметьева совершил кругосветное плавание из Кронштадта на Камчатку. Во время плавания Максутов руководил практическими занятиями с гардемаринами и мичманами. 19 (31) июля 1854 года прибыл в Петропавловский порт, где встретился со своим родным братом лейтенантом флота Дмитрием, который ранее прибыл на Камчатку на корвете «Оливуца». Братья до этого не виделись три года.
Братья приняли участие в обороне Петропавловска от англо-французской эскадры в ходе Восточной войны 1853—1856 годов. 28 июля (9 августа) 1854 года, по приказу Главного командира Петропавловского порта генерал-майора В. С. Завойко, офицеры фрегата «Аврора» были назначены командирами береговых батарей, лейтенант Дмитрий Максутов стал командиром 1-й батареи, а Александр (Максутов 2-й) был назначен командиром батареи № 3, которая располагалась на перешейке между мысом Сигнальным и Никольской сопкой. В начале августа на батарее № 3 были установлены пять длинных 24-х фунтового калибра орудий с фрегата «Аврора».

### Участие в обороне Петропавловска

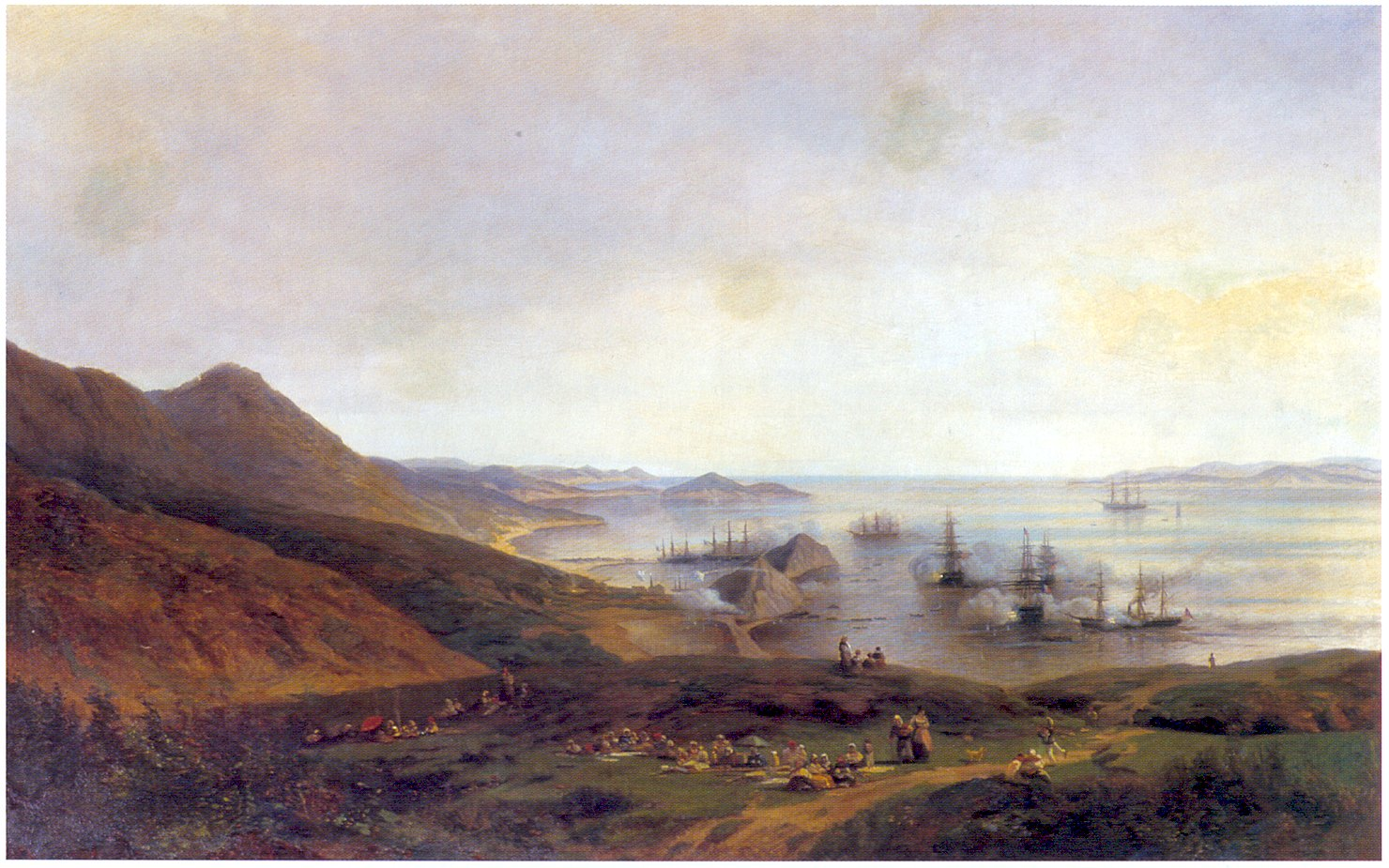
Оборона Петропавловска
(картина кисти А. П. Боголюбова)

Батарея № 3 играла важную роль в защите города и Петропавловского порта, но была слабо защищена, так как находилась на совершенно открытом месте. 20 августа (1 сентября) 1854 года, в первой день бомбардировки Петропавловского порта, батарея № 3, первой сделала выстрел по вражеским судам, но вскоре, получила повреждения. Александр Максутов со своими подчинёнными, вместе с береговой стрелковой партией мичмана Д. М. Михайлова, выступил на помощь защитникам батареи № 4 (командир мичман В. И. Попов), против которой был высажен неприятельский десант. После того, как десант был отброшен, Максутов вернулся на свою батарею.
24 августа (5 сентября) 1854 года неприятель сосредоточил выстрелы по батарее № 3. Батарея вступила в артиллерийскую дуэль с 30-пушечным французским фрегатом «Форт». Пушки русских моряков нанесли повреждения корпусу и такелажу вражеского корабля, однако и батарея получила сильные повреждения — четыре из пяти пушек были разбиты, многие матросы были ранены и убиты. Оставалось одно орудие и несколько человек прислуги. Лейтенант Александр Максутов под постоянным обстрелом неприятельских ядер, лично заряжал и наводил орудия по неприятельским судам. Удачным выстрелом он потопил большой катер с неприятельским десантом, но и сам был тяжело ранен. Мичман Н. А. Фесун, который во время боя руководил доставкой ядер на батареи, и после ранения Александра Максутова выполнял его обязанности, позже писал в своем письме начальнику Морского корпуса адмиралу Б. А. Глазенапу:

«батарея № 3 … вот уже более получаса выдерживала огонь 30-ти пушек, калибра ее превосходящего. Станки перебиты, платформы засыпаны землей, обломками; одно орудие с оторванным дулом, три других не могут действовать; более половины прислуги ранены и убиты; остается одно — одна пушка, слабый остаток всей батареи; ее наводит сам князь, стреляет, и большой катер с неприятельским десантом идет ко дну; крики отчаяния несутся с судов. Французский фрегат, мстя за своих, палит целым бортом; ураган ядер и бомб носится над батареей, она вся в дыму и обломках, но ее геройский защитник не теряет присутствия духа. Сам заряжает орудие, сам наводит его, но здесь, здесь судьба положила конец его подвигам, и при повторных криках „Vivat“ с неприятельских судов он падает с оторванной рукой…»— из письма мичмана Н. А. Фесуна от 30 августа 1854 года.

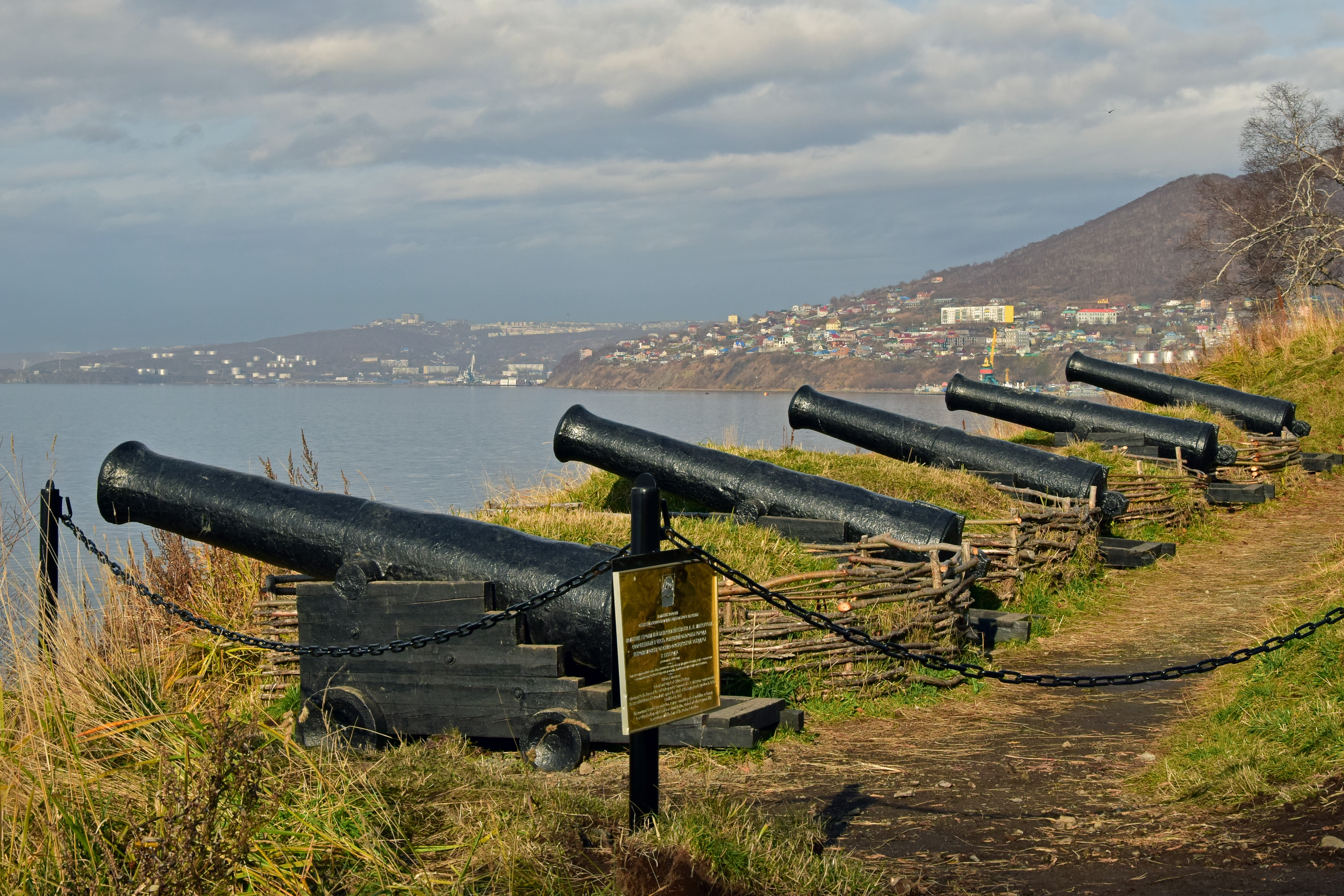
Памятник «Смертельной» батарее лейтенанта А. Максутова
на Никольской сопке

Князя Александра Максутова после окончания боя перенесли в один из уцелевших домов, который был приспособлен под лазарет. Жена губернатора Юлия Егоровна Завойко, записала в своём дневнике, что вечером после боя Александр Максутов сказал одному из друзей: «Я одного желаю… если нужна жертва за избавление всех в Петропавловске, пусть жребий бы пал на нас… Нас у отца шестеро — убьют одного, пятеро останутся в утешение…».
В журнале «Морской сборник» за 1855 год участник обороны Петропавловска мичман Г. Н. Токарев сообщил «Подробности о кончине князя Максутова»: «Вскоре после перенесения Князя в дом начались проливные дожди. Сырость проникла в дом, больные простудились: у Князя сделалась горячка. Сколько раз я навещал Князя и помню, как он просил меня, когда ему будет легче, приходить читать „Мертвые души“ Гоголя… Что он слышал, лежа в полубреду, этот 24-летний молодой человек, погибающий в далеком краю? Наверное, эти слова звонче всего отзывались в нем: „…Русь! Русь! вижу тебя, из моего чудного, прекрасного далека тебя вижу“. Положение его в последние шесть дней было ужасно: с оторванной рукой, лежа на спине, раздробленной при падении в ров, мучимый контузиею в ноге и горячкою, он едва мог шевелиться, доколе, наконец, 10 сентября смерть не положила конец его невыносимым страданиям…».
Князь Александр Максутов скончался 10 (22) сентября 1854 года от ран и воспаления лёгких. Был похоронен 12 (24) сентября 1854 года в отдельной могиле на кладбище Петропавловского порта (могила не сохранилась).1 (13) декабря 1854 года был исключен из списочного состава флота.
24 декабря 1854 год (5 января 1855)а Александр Максутов был награждён орденом Святого Георгия IV степени (посмертно).

## Память

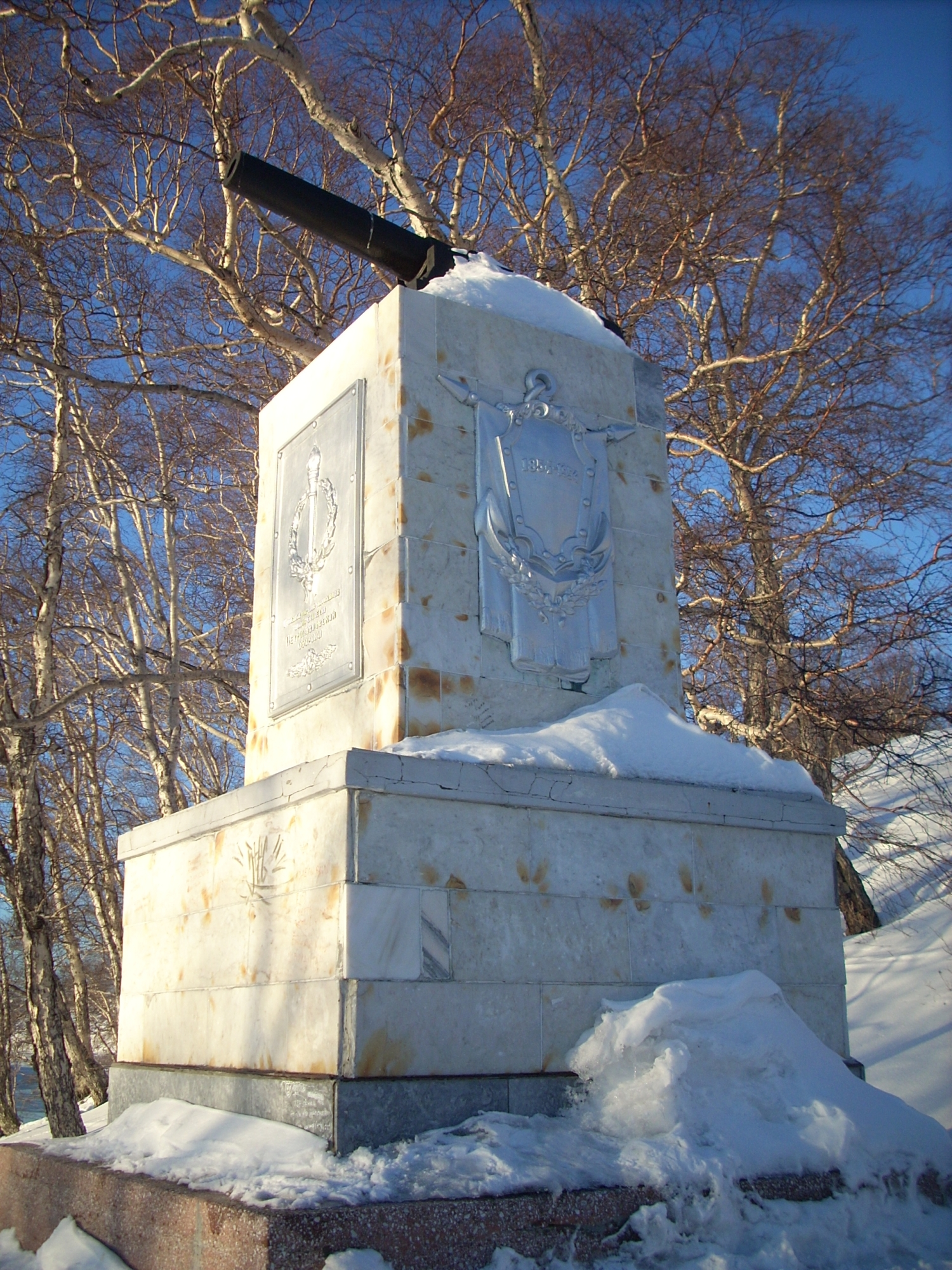
Памятник «Героям III батареи лейтенанта А. П. Максутова»
на Никольской сопке

- В 1954 году в Петропавловске-Камчатском был открыт памятник «Героям III батареи лейтенанта А. П. Максутова» с надписью: «Героям третьей батареи лейтенанта Максутова, жизни не пощадившим для разгрома врага. От моряков-тихоокеанцев в день столетия Петропавловской обороны»[14]. Памятник является объектом культурного наследия федерального значения[15].
- В 1959 году на месте расположения третьей батареи был построен её деревянный макет, который в 1967 году — заменён чугунными пушками[15].
- В Петропавловске-Камчатском названа одна из улиц именем Александра Петровича Максутова[2].
- 17 октября 1987 года на доме № 44 улицы Максутова была установлена мемориальная доска, посвященная Александру Максутову[1].
- Именем А. П. Максутова был назван Большой морозильный рыболовецкий траулер проекта 394 (тип Маяковский), построенный в 1967 году в Николаеве. БМРТ прослужил до 1994 года[16].
- 14 октября 2010 года Постановлением администрации Петропавловск-Камчатского городского округа № 2922 Максутову Александру Петровичу было присвоено звание Почетный Гражданин города Петропавловска-Камчатского[1][2].
- В СССР и современной России неоднократно выпускались почтовые конверты с изображением памятника «Героям III батареи лейтенанта А. П. Максутова»[14].